# Élections législatives samoanes de 2001
Des élections législatives ont lieu aux Samoa (anciennement « Samoa occidentales » jusqu'en 1997) le 2 mars 2001. Il s'agit de renouveler l'ensemble des quarante-neuf membres de l'Assemblée législative (monocamérale), leurs mandats de cinq ans étant arrivés à échéance.
Les citoyens autochtones élisent quarante-sept députés, qui doivent être des matai (chefs de famille autochtones, hommes ou femmes), tandis que les électeurs inscrits sur les listes réservées aux citoyens métis ou non-autochtones (dits « électeurs individuels ») choisissent deux députés, qui n'ont pas l'obligation d'être matai.
Le gouvernement sortant est celui du premier ministre Tuilaepa Sailele Malielegaoi, du Parti pour la protection des droits de l'homme (PPDH), qui a pris la tête du gouvernement après la démission de Tofilau Eti Alesana en 1998. La principale force d'opposition est le Parti samoan pour le développement national (PSDN). Ce sont les deux seules formations politiques importantes, mais le Parti du peuple samoan unifié (PPUS) présente au total cinq candidats dans quelques circonscriptions, et un candidat dans une circonscription se présente sous l'étiquette du Parti de tout le peuple samoan (PTPS). Soixante candidats se présentent sans étiquette, bien qu'un certain nombre d'entre eux soient en réalité membres du PPDH, tactique controversée qui a été employée plusieurs fois auparavant,.
Le PSDN « fait campagne sur le thème de la corruption au sein du PPDH », à la suite notamment de la « vente illégale de passeports samoans à des Chinois et Taiwanais ».
Il y a 93 213 électeurs inscrits, et 76 811 votants, soit un taux de participation de 82,4% (en légère baisse). Trois femmes sont élues députées, soit une de moins que dans le Parlement sortant. Le gouvernement enregistre officiellement un recul d'un siège, puisque vingt-trois députés sont élus sous l'étiquette du PPDH, mais cinq députés membres du parti mais élus sans étiquette rejoignent leur parti dès leur élection, portant son nombre de sièges à vingt-huit. Malielegaoi est ainsi réélu premier ministre. Cette tactique de dissimulation de l'appartenance politique de certains candidats entraîne des débats après l'élection, mais la majorité parlementaire refuse d'entériner une proposition qui viserait à la rendre illégale. 
Après l'élection, les députés réellement sans étiquette s'unissent pour former le Parti politique des Sans étiquette unifiés des Samoa (Samoa United Independents Political Party). Par la suite, ce mouvement fusionne avec le PSDN pour créer le Parti démocratique samoan unifié, constituant ainsi une force d'opposition unique et consolidée.
| Parti | Parti                    | Voix   | Voix (%) | Sièges | Changement par rapport à 1996 |
| ----- | ------------------------ | ------ | -------- | ------ | ----------------------------- |
|       | PPDH                     | 34 262 | 44,8 %   | 23     | -1                            |
|       | PSDN                     | 17 966 | 23,5 %   | 13     | +2                            |
|       | PPSU                     | 1 898  | 2,5 %    | 1      | +1                            |
|       | PTPS                     | 10     | 0,0 %    | 0      | +0                            |
|       | Candidats sans étiquette | 22 315 | 29,2 %   | 12     | -1                            |